# Naadam
Le Naadam (mongol : ᠨᠠᠭᠠᠳᠤᠮ, VPMC : Naɤadum, cyrillique : Наадам, signifiant « jeux ») est l’abréviation de Eriin gurvan naadam (mongol : ᠡᠷ᠎ᠡ ᠶᠢᠨ
ᠭᠤᠷᠪᠠᠨ
ᠨᠠᠭᠠᠳᠤᠮ, cyrillique : Эрийн гурван наадам, « Trois jeux virils ») . C'est un festival et une fête nationale qui célèbre aujourd'hui en Mongolie l'indépendance de la Mongolie par rapport à la Chine. Il a lieu chaque année les 11 et 12 juillet à Oulan-Bator, et se compose des trois sports traditionnels mongols : Le tir à l'arc, la course de chevaux et la lutte mongole. Depuis 1998 leur est adjoint un quatrième jeu : Le jet d'osselets (shagai).
À la suite du Naadam de la capitale, ont lieu au niveau de chaque aïmag et de nombreux sum des Naadam régionaux et locaux.
Le Naadam aurait été fondé en 1207 par Gengis Khan et s'est prolongé pendant toute l'existence de l'Empire Mongol. Ce festival a été restauré en 1921 lors de la Révolution mongole de 1921 qui a amené à l'indépendance officielle de la République populaire mongole en 1924.

## Course de chevaux
On donne un nom différent aux chevaux selon leur âge, :
- унага (unaga) : Poulain
- даага (daaga) : Poulain de 2 ans
- шүдлен (tsüdlen) : Cheval âgé de trois ans.
- хязаалан (khyazaalan) : Cheval âgé de quatre ans
- соёолон (soëolon) : Cheval âgé de cinq ans
- их нас (ikh nas) : Six ans et plus

Les courseurs partent du point d'arrivée et font le trajet inverse. Une fois arrivé au point de départ, ils font demi-tour et courent jusqu'à l'arrivée.
Les cinq premiers arrivants sont gagnants, ils sont appelés airgiin tav (айргийн тав, les cinq de l'aïrag), tandis que le dernier de la course des jeunes poulains (daaga) est appelé « riche estomac » (Баян ходоод / bayan khodood). Ils sont tous les 6 aspergés d'aïrag et reçoivent des louanges. Des rites chamaniques accompagnent les courses. Les rites bouddhiques n'y ont été que très rarement observés. En revanche parmi les nombreuses louanges faites aux chevaux lors de ces cérémonies, certaines empreintes des éléments aux symboles bouddhiques.

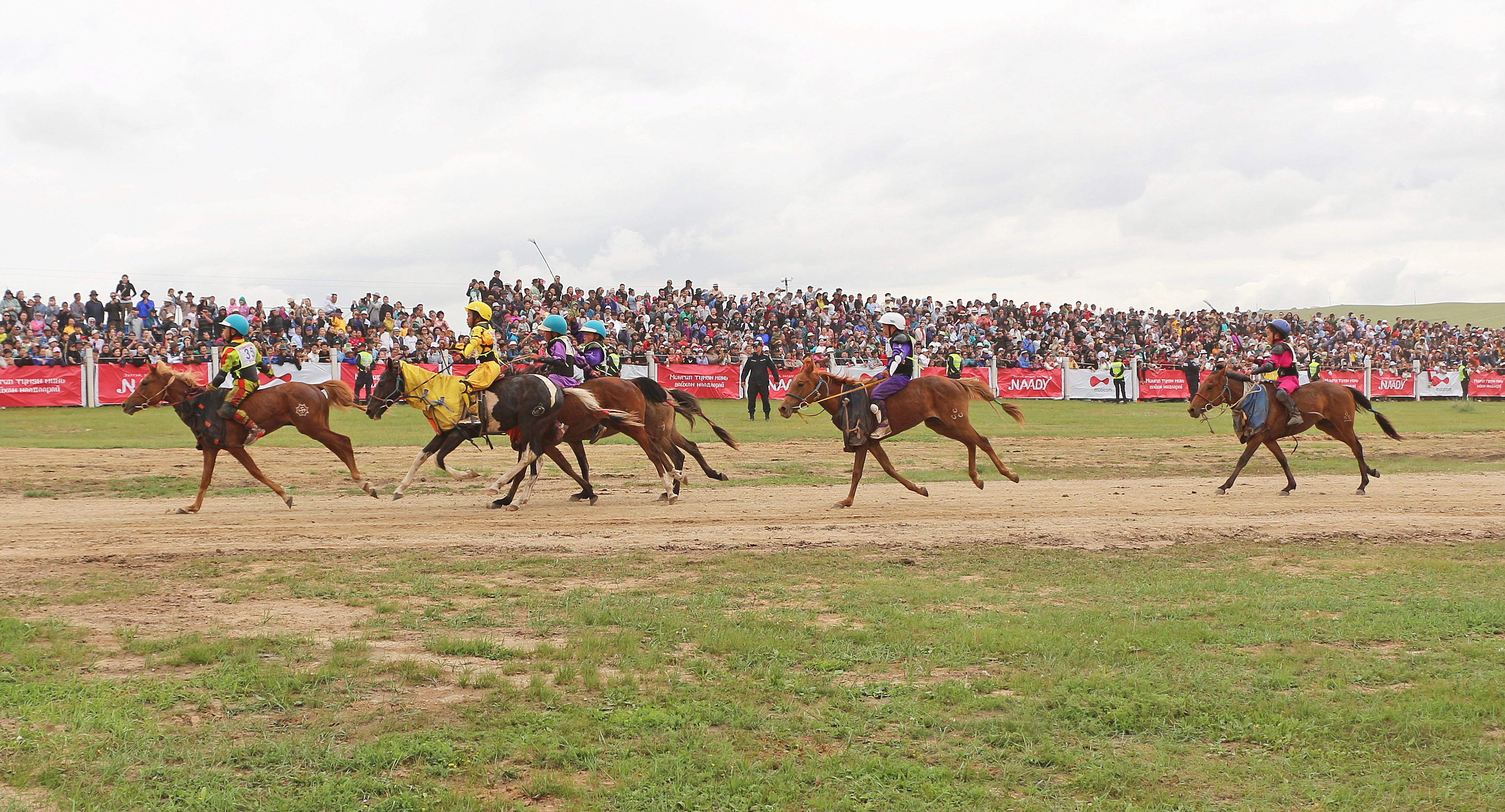
Près de la ligne d'arrivée

La course est pratiquée par des enfants de 6 à 12 ans, garçons ou filles. La défaite du coursiers perdant (l'estomac riche) est mis sur le dos de la malchance, de l'inexpérience du cavalier, ou sur la mauvaise préparation par l’entraîneur, jamais sur le cheval dont les qualités seront toujours mis en avant. En dehors de cela, les cavaliers, généralement les enfants des éleveurs, entraînés de façon informelle pendant le mois précédant la course ne sont pas réellement considérés dans les courses. C'est sur l’entraînement du cheval qu'est surtout porté l'attention. L'honneur revient surtout aux chevaux et aux entraîneurs.
Des bâtons de sueur sont utilisés pour récupérer la sueur des chevaux, elles sont ensuite placées sous les toits pour porter chance.
Si en France le poids et la taille des jockeys est réglementé de 46 à 54 kg pour une taille de 1,55 m pour ne pas handicaper les chevaux, dans le naadam, les cavaliers sont choisis jeunes afin d'éviter que leur poids ne ralentissent trop les chevaux. D'autant plus que les chevaux mongols sont petits et classés dans les poneys.
Afin d'être plus légers, les cavaliers ne portent pas de chaussures, ils sont vêtus d'un deel. Il n'y a généralement pas d'étrier et pas de selle ou une selle rudimentaire. Symboliquement, la victoire confirme le bon choix du cheval, son bon entraînement, mais également le bon entraînement du cavalier et le bon choix du harnais.

## Tir à l'arc

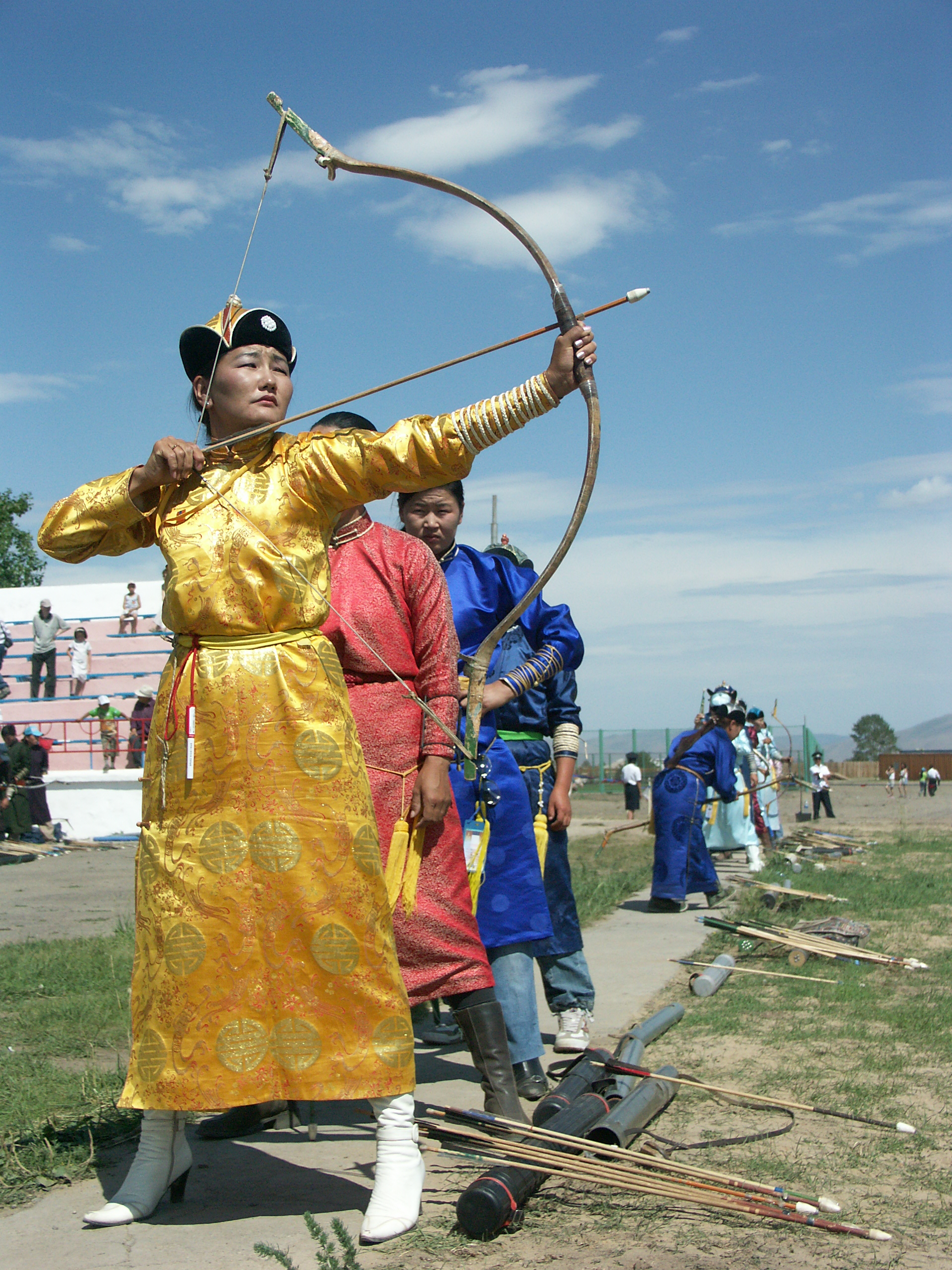
Tir à l'arc

Cette épreuve est disputée par équipe de 10, hommes et femmes confondus. Chaque archer peut tirer 4 flèches. Le but de l'équipe est de toucher 33 "surs". Les hommes tirent à une distance de 75 mètres alors que les femmes tirent à une distance de 65 mètres. Traditionnellement les archers portent pendant la compétition leurs vêtements nationaux appelés Deel. Tous les archers portent des bracelets en cuir montant jusqu'au coude afin que leur tenue traditionnelle n'interfère pas avec la corde au moment du tir.
Le tir à l'arc mongol est particulier et n'a que 12 surs à toucher. Chaque sur est un cylindre en bois ou tressé.  Ils sont placés l'un au dessus de l'autre formant une sorte de mur mesurant environ 8 pouces de haut par 5 pieds de largeur. Frapper un sur à l'extérieur du mur avec une flèche compte comme un touché, bien qu'il rapporte moins de points. Quand l'archer touche la cible, le juge dit : uuhai signifiant "Félicitations". Après chaque touché, un responsable répare les dommages fait au mur et le prépare pour la prochaine tentative. Le vainqueur du concours se voir accorder le titre de "tireur national".

## Lutte

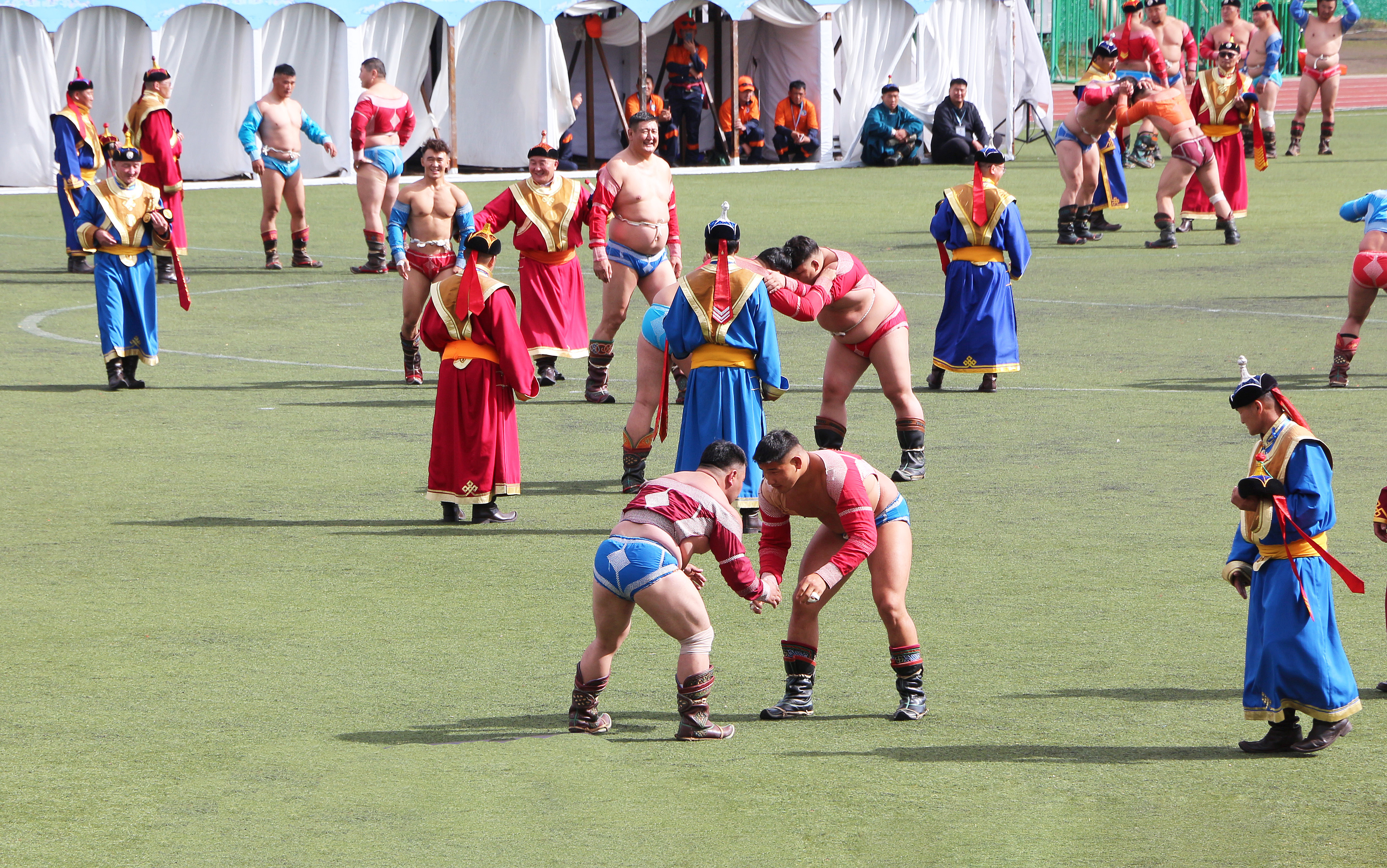
Compétition de lutte mongole au naadam de Oulan-Bator

## Représentations dans les arts
Le film The Children of Genghis de Zolbayar Dorj, sorti en 2017, relate l'histoire d'un garçon qui cherche à gagner la course de chevaux aux jeux de Naadam. Le film The Children of Genghis 2: Sumo adopte une intrigue similaire pour l'épreuve de lutte mongole.